# Japan Women's Open 2014
Japan Women's Open 2014 byl tenisový turnaj pořádaný jako součást ženského okruhu WTA Tour, který se hrál na otevřených dvorcích s tvrdým povrchem tenisového centra Ucubo. Konal se mezi 6. až 12. říjnem 2014 v japonské Ósace jako 6. ročník turnaje.
Turnaj s rozpočtem 250 000 dolarů patřil do kategorie WTA International Tournaments. Nejvýše nasazenou hráčkou ve dvouhře se stala dvacátá první tenistka světa Samantha Stosurová z Austrálie, která potvrdila roli favoritky a obhájila singlovou trofej. Vyhrála tak třetí ze šesti ročníků. Deblovou polovinu turnaje opanoval japonsko-český pár Šúko Aojamová a Renata Voráčová.
Do roku 2013 byl turnaj hrán s názvem hlavního sponzora Hewlett-Packard jako HP Open.

## Ženská dvouhra

### Nasazení
| Stát                          | Hráčka              | WTA | Nasazení |
| ----------------------------- | ------------------- | --- | -------- |
| Austrálie                     | Samantha Stosurová  | 21. | 1.       |
| Spojené státy                 | Madison Keysová     | 32. | 2.       |
| Ukrajina                      | Elina Svitolinová   | 33. | 3.       |
| Spojené státy                 | Coco Vandewegheová  | 38. | 4.       |
| Kazachstán                    | Zarina Dijasová     | 39. | 5.       |
| Spojené království            | Heather Watsonová   | 47. | 6.       |
| Spojené státy                 | Christina McHaleová | 52. | 7.       |
| Spojené státy                 | Lauren Davisová     | 55. | 8.       |
| Žebříček WTA k 29. září 2014. |                     |     |          |

### Jiné formy účasti
Následující hráčky obdržely divokou kartu do hlavní soutěže:
- Kristina Mladenovicová
- Naomi Ósakaová
- Risa Ozakiová

Následující hráčky si zajistily postup do hlavní soutěže v kvalifikaci:
- Šúko Aojamová
- Ana Bogdanová
- Čan Jung-žan
- Hiroko Kuwatová
  -  Miharu Imanišiová – jako šťastná poražená

### Odhlášení
před zahájením turnaje
- Kimiko Dateová
- Casey Dellacquová
- Julia Görgesová
- Kurumi Naraová
- Paula Ormaecheaová
- Alison Van Uytvancková

### Skrečování
- Jarmila Gajdošová
- Madison Keysová

## Ženská čtyřhra

### Nasazení
| Stát                                                                      | Hráčka                     | Stát          | Hráčka                   | WTA  | Nasazení |
| ------------------------------------------------------------------------- | -------------------------- | ------------- | ------------------------ | ---- | -------- |
| Tchaj-wan                                                                 | Čan Chao-čching            | Tchaj-wan     | Čan Jung-žan             | 59.  | 1.       |
| Polsko                                                                    | Klaudia Jansová-Ignaciková | Francie       | Kristina Mladenovicová   | 79.  | 2.       |
| Spojené státy                                                             | Lisa Raymondová            | Austrálie     | Samantha Stosurová       | 84.  | 3.       |
| Chorvatsko                                                                | Darija Juraková            | Spojené státy | Megan Moultonová-Levyová | 114. | 4.       |
| Žebříček WTA k 29. září 2014; číslo je součtem umístění obou členek páru. |                            |               |                          |      |          |

### Jiné formy účasti
Následující páry obdržely divokou kartu do hlavní soutěže:
- Kyōka Okamurová /  Kotomi Takahatová
- Naomi Ósakaová /  Risa Ozakiová

## Přehled finále

### Ženská dvouhra
- Samantha Stosurová vs.  Zarina Dijasová, 7–6(9–7), 6–3

### Ženská čtyřhra
- Šúko Aojamová /  Renata Voráčová vs.  Lara Arruabarrenová /  Tatjana Mariová, 6–1, 6–2